# Jata Druga
Jata Druga – osada leśna w Polsce położona w województwie lubelskim, w powiecie łukowskim, w gminie Łuków.
W latach 1975–1998 miejscowość administracyjnie należała do województwa siedleckiego.
W pobliżu przepływa Krzna Południowa, która wraz z Krzną Północną daje początek Krznie.